# Periestola strandi
Periestola strandi är en skalbaggsart som beskrevs av Stefan von Breuning 1943. Periestola strandi ingår i släktet Periestola och familjen långhorningar.
Artens utbredningsområde är Costa Rica. Inga underarter finns listade i Catalogue of Life.